# Милевский монастырь
Милевский монастырь (чеш. Milevský klášter) — католический монастырь в городе Милевско округа Писек Южночешского края Чехии. Монастырь относится к старейшим монастырям ордена монахов-премонстрантов и является старейшим монастырём Южночешского края.

## Архитектура
Архитектура монастыря несет на себе следы романского периода, проступающие сквозь преобладающие готические элементы и позднейшие изменения в архитектурном стиле барокко, в значительной степени придавшие монастырю его нынешний вид.

## История монастыря
Мужской монастырь премонстрантов в Милевско был основан благодаря милевскому магнату Йиржи (ум. 1200 г.) в период 1184—1187 гг. Первым настоятелем монастыря стал Ярлох (Герлах) (1165—1228), ученик желивского аббата Готшалка, привнесший в новый монастырь канон Желивского монастыря. Через четыре года после основания монастырь сгорел.
В 1420 году монастырь был сожжён гуситами по указанию Яна Жижки. Аббат монастыря успел спрятать все ценности в замке Пршибенице, однако замок был вскоре также захвачен гуситами. Монахи бежали в замок Звиков, забрав с собой мощи первого аббата Ярлоха. В память об этом событии была создана картина, на которой тело аббата несут ангелы. Останки Ярлоха были захоронены на территории Звикова, однако конкретное местонахождение его могилы до сих пор неизвестно.
В XV веке монастырь принадлежал Рожмберкам, а затем Швамберкам. Последний аббат Милевского монастыря Матиаш умер в 1596 году в должности собеславского декана. В 1581 году Криштоф II из Швамберка продал Милевское панство вместе с монастырём роду Годеёвских из Годеёва. В их владении монастырь был частично восстановлен, была восстановлена плотина и из монастыря была устроена летняя резиденция. После Битвы на Белой Горе (1620 год) владения Годеёвских из Годеёва были конфискованы, монастырь и окрестные деревни были разорены и заброшены.
Императорским указом монастырь был передан во владение Страговского монастыря. Началось восстановление монастыря. В 1623 году аббат Страговского монастыря Каспар фон Квестенберг (1612—1640) назначил доксанского пробста Кришпина Фука титулярным аббатом Милевского монастыря. Монастырь был полностью восстановлен в 1683 году и продолжил функционировать уже в качестве подчинённого Страговскому монастырю.
В настоящее время нижняя часть монастыря отведена под благотворительность, а на первом этаже в большом зале проводятся выставки. В одном из помещений находится постоянная экспозиция библиотеки периода барокко, в которой представлены книги из страговского хранилища.

## Храм Посещения Девы Марии
Напротив ворот монастыря находится деканский трёхсторонний Храм Посещения Девы Марии. Это третий по величине романский храм в Богемии. Храм был основан одновременно с монастырем. В XIII веке храм был перестроен в готическом стиле, а в XIX столетии его перестроили в новороманском стиле. Храм имеет стройный силуэт с двумя башнями из гранитных блоков.
Длина храма составляет 56 метров, ширина более 17 метров, высота от пола до свода составляет 14 метров. Неф отделен от боковых столбов аркады. К восточной части храма пристроена ризница, которая была построена в 1187 году и первоначально служила в качестве церкви пока возводился храм. К западной части храма примыкает капелла св. Маркеты.

## Костёл Святого Илии
Посреди монастырского кладбища расположен Костел Святого Илии (Kostel sv. Jiljí) в романском стиле. Эта церковь была основана в последней трети XII века и до основания монастыря принадлежала местному магнату Йиржи из Милевска. Очевидно Костел Святого Илии служил в тот период в качестве приходской церкви в его владениях.
Около 1400 года церковь была существенно перестроена в готическом стиле, при этом большая часть романской церкви была снесена.
В 1785 году функции приходской церкви были переданы храму Явления Девы Марии и костёл постепенно пришёл в упадок. В целях безопасности костёл закрыли. В 1883 году страговский аббат попытался восстановить костёл
В настоящее время костёл служит в качестве похоронного зала. Длина Кослела Святого Илии составляет более 23 метров, ширина — более 11 метров, а высота — 15,5 метра.

## Аббаты монастыря
- Ярлох (Герлах) (1187—1228)
- Йиндржих (? — ок. 1285)
- Гойцо (Герман) (? — ок. 1307)
- Мракота (1327—1355)
- Микулаш (1355—1365)
- Франциск из Вепице (1383—1405)
- Сватомир (1405—1423)
- Петр III (1423—1434)
- Бартоломей (1493—1499)
- Иоганн (? — ок. 1543)
- Матиаш (умер в 1596)